# Nanga Parbat (film)
Nanga Parbat este un film german din 2010, regizat de Joseph Vilsmaier. Filmul transpune pe ecran expediția Siegi-Löw care a escaladat în anul 1970 muntele Nanga Parbat (8125 m). Expediția a fost organizată de Dr. Karl Maria Herrligkoffer președinta Institului german pentru cercetări în străinătate. Expediția poartă numele în amintirea lui Siegfried Löw (1933-1962) un alpinist german care și-a piedut viața la 23 iunie 1962 pe muntele Nanga Parbat. În film este prezentat într-un mod controversat cum și-ar fi pierdut viața pe munte, în anul 1970 fratele alpinistului tirolez Reinhold Messner.

## Distribuție
- Florian Stetter:  Reinhold Messner
- Andreas Tobias:  Günther Messner
- Karl Markovics:  Karl Maria Herrligkoffer
- Felix Kuen:  Steffen Schroeder
- Volker Bruch:  Gerd Bauer
- Michael Kranz:  Hans Saler
- Horst Kummeth:  tatăl Messner
- Lena Stolze:  mama Messner
- Jule Ronstedt: Alice von Hobe
- Markus Krojer:  Reinhold Messner (copil)